# Axel Springer (entreprise)
Ne doit pas être confondu avec l'éditeur de publications scientifiques Springer Science+Business Media
Pour les articles homonymes, voir Springer.
Axel Springer SE est un groupe de presse créé en 1946 à Hambourg par Axel Springer. C'est le plus important groupe médiatique en Allemagne. Axel Springer détient plusieurs médias influents, dont le tabloid Bild et le journal conservateur Die Welt. Il possède aussi des sites d'annonces, des magazines spécialisés, ainsi que Business Insider, Politico ou encore Transfermarkt. Le siège social de Axel Springer se situe à Berlin.
Axel Springer a été impliqué dans de nombreuses controverses, . Ses médias sont parfois accusés de populisme ou non-respect de l'éthique journalistique,.
Le groupe est principalement détenu par le fonds d'investissement américain KKR (42%) et par Friede Springer, la veuve du fondateur. Son dirigeant est le milliardaire Mathias Döpfner depuis 2002.

## Historique
La présence en France du groupe Axel Springer remonte à l'année 1988. L'éditeur allemand a créé EMAS en partenariat avec le groupe de presse français Les Éditions Mondiales pour lancer, en septembre 1988, Auto Plus, adaptation du magazine allemand Auto Bild.
En mai 2000, Axel Springer acquiert le groupe de presse français « Media Mag » (Télé Magazine, J'économise, Rebondir et Profession fonctionnaire).
En 2006, le groupe a envisagé de lancer en France un quotidien populaire sur le modèle du Bild-Zeitung allemand. Avec un marché publicitaire difficile, à l'été 2007, le groupe Axel Springer renonce finalement à ce projet.
En 2007, Axel Springer achète la majorité de la société aufeminin.com avec les sites auFeminin, marmiton.org, teemix, Joyce, Voyage Bon Plan, Santé AZ et Tiboo. De plus, Axel Springer est présent en France via ses participations chez zanox.com (spécialiste du marketing en ligne) et chez idealo.fr (site comparateur de prix).
En 2012, Axel Springer acquiert la majorité du site internet de petites annonces immobilières en Belgique, Immoweb. Pour racheter 80 % de ce portail internet, qui se présente comme « le 1er site immobilier belge », Axel Springer, via sa filiale Axel Springer Digital Classifieds, a déboursé 127,5 millions d'euros. Trois membres de la famille fondatrice du site Immoweb, dont Christophe Rousseaux le président de Produpress, conservent les 20 % restants de la société créée en 1996.
En juillet 2013, Axel Springer vend sa presse régionale, de télévision et féminine pour 920 millions d'euros à Funke Mediengruppe. En décembre 2013, Axel Springer achète la chaîne d'information N24. Avec cet argent, il investit massivement dans le numérique (transition vers des contenus payants en ligne, acquisition et participation de titres numériques, etc.), avec pour ambition de devenir le premier groupe d'édition numérique en Europe. Cette stratégie porte ses fruits : l'année suivante, les activités numériques d'Axel Springer représentent 52 % des 2,1 milliards d'euros de chiffre d'affaires du groupe et 70 % de ses bénéfices.
En octobre 2014, le groupe s'engage dans un bras de fer avec Google pour dénoncer l'exploitation que fait le moteur de recherches américain de ses différents contenus (photos, extraits et résumés d'articles) sans contrepartie financière. Springer décide alors de déréférencer volontairement de Google les contenus de ses principaux sites : Welt.de, Computerbild.de, Sportbild.de et Autobild.de. Constatant une baisse de fréquentation de l'ordre de 40 % au bout de quinze jours, le groupe autorise à nouveau Google à utiliser les résumés de ses articles, laissant le soin à la coalition d'éditeurs allemands VG Media de poursuivre son action face au moteur de recherches américain, dans le cadre notamment d'une plainte pour abus de position dominante devant être traitée par une cellule d'arbitrage rattachée au tribunal régional de Munich. C'est dans ce contexte que le groupe allemand prend une participation de 20 % (moins de 10 millions d'euros) dans la start-up française Qwant, qui développe un moteur de recherche respectant la vie privée (il ne stocke aucune donnée personnelle) .
En septembre 2015, Axel Springer acquiert une participation de 88 % (il en détient déjà 9 %) dans le site internet Business Insider pour 343 millions de dollars.
En juillet 2017, Axel Springer annonce fusionner sa filiale Awin avec la filiale Affilinet de United Internet, créant un nouvel ensemble appartenant à 80 % à Axel Springer et à 20 % à United Internet.
En décembre 2017, le groupe TF1 annonce le début des négociations exclusives avec le groupe pour racheter ses parts dans le groupe Aufeminin.
En février 2018, Axel Springer rachète CMM, éditeur du portail immobilier logic-immo.com. En septembre 2019 il acquiert MeilleursAgents.com, site web spécialisé dans l'estimation immobilère.
En 2019, le fonds d'investissement américain Kohlberg Kravis Roberts & Co. devient premier actionnaire de l’éditeur allemand avec 43,5 % des actions pour un peu moins de trois milliards d’euros, la veuve du fondateur, Friede Spinger, se retrouvant actionnaire minoritaire avec 42,5% du capital.
En juillet 2021, Ringier annonce l'acquisition des activités d'Axel Springer en Estonie, Lettonie, Lituanie, Slovaquie, Hongrie et Serbie.
En août 2021, le groupe de médias rachète le portail technologique "Protocol" et son partenaire commercial de longue date - la société de presse Politico,. Il pénètre ainsi davantage le marché américain des médias. Springer acquiert également les 50 % restants de Politico Europe, après que les sociétés ont formé une coentreprise. Cet achat constitue le plus gros investissement du groupe dans toute son histoire,.
En 2022, Axel Springer perd un procès contre Eyeo GmbH, société propriétaire de Adblock Plus qui propose des bloqueurs de publicité sur le web. Le tribunal de district de Hambourg a rejeté la plainte pour violation de droit d'auteur constituée selon Springer par les bloqueurs de publicité en interférant avec leur modèle commercial.
Le patron du groupe, Mathias Döpfner, est compromis en 2023 par des révélations sur ses propos provocateurs et sa gestion d’une affaire d’abus sexuels dans l’entreprise. L’hebdomadaire Die Zeit dévoile également une série de SMS privés écrits par Mathias Döpfner à de proches collaborateurs, dans lesquels il livre ses convictions politiques : il estime notamment que les Allemands de l’Est sont « fascistes » ou « communistes », s'affirme « très en faveur du changement climatique », et demande à ses collaborateurs de « prier » pour la réélection de Donald Trump à la tête des États-Unis. Il qualifie également Angela Merkel de « clou dans le cercueil de la démocratie » et semble avoir incité le quotidien Bild à soutenir la campagne du Parti libéral-démocrate (FDP).

## Actifs

### Journaux

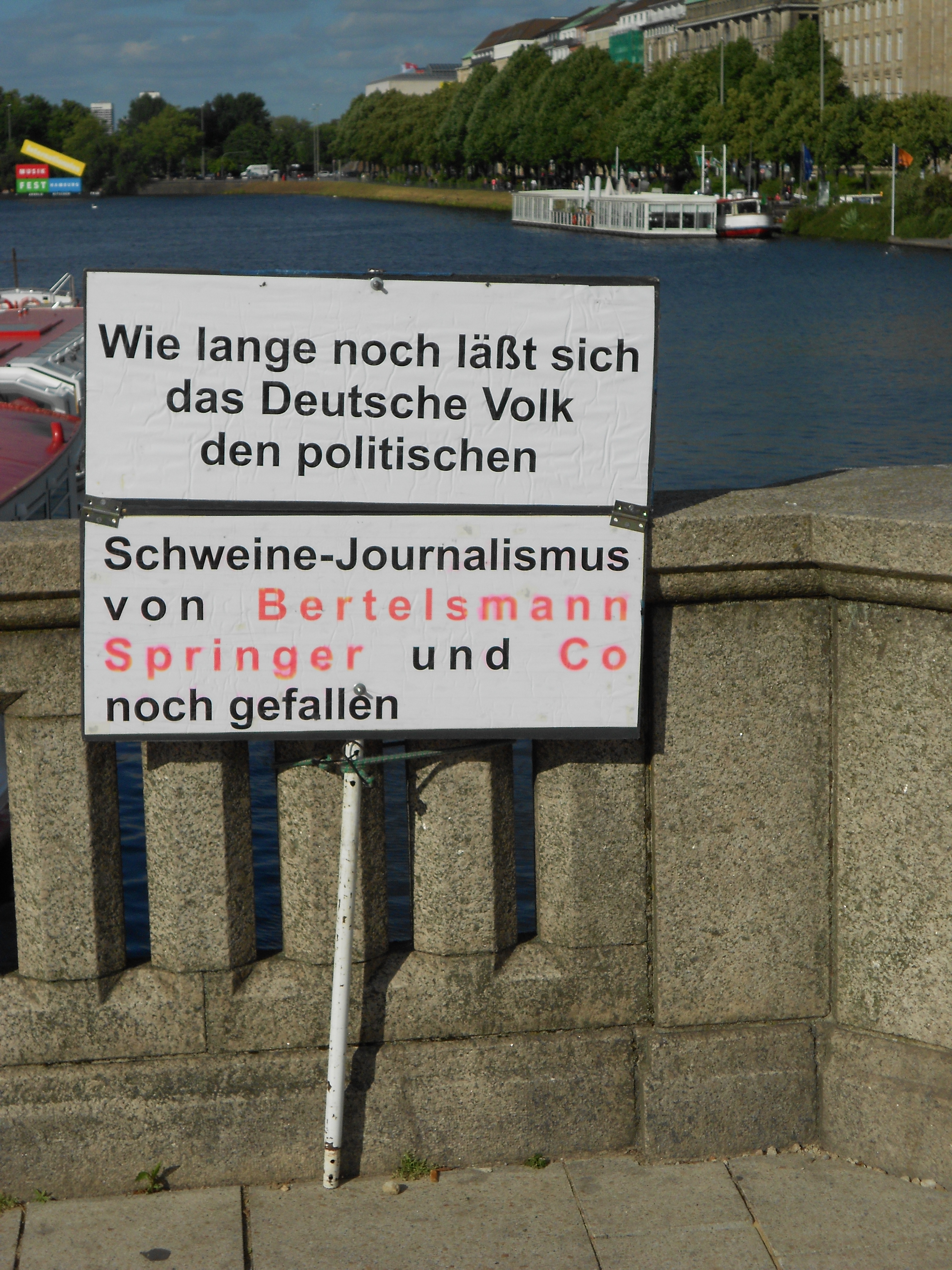
Panneaux des Vigiles pour la paix critiquant les grands groupes médiatiques allemand comme Bertelsmann et Axel Springer en juin 2014

Le groupe publie les journaux suivants :
- Bild et son édition dominicale Bild am Sonntag
- Die Welt, Welt kompakt et Welt am Sonntag
- Euro am Sonntag (finance et marchés financiers)
- Business Insider

### Magazines
- Presse de télévision : Hörzu, TV digital, Bildwoche, Funk Uhr, TVneu, Auto Plus
- Sports et automobile : Sport-Bild, Auto-Bild, Télé Magazine
- Féminins : Bild der Frau, Frau von heute
- Presse masculine : Maxim, Maxim Fashion
- Informatique et technologies : Computer-Bild, Computer-Bild-Spiele, Audio-Video-Foto-Bild
- Divers : Gesundheits-Bild (santé), Reise-Bild (voyages), Tier-Bild (animaux)
- Presse jeunesse : Jolie, Mädchen, Yam!, Starflash, Popcorn
- Musique : Musikexpress, Metal Hammer, Rolling Stone
- Finance et marchés : €uro FINANZ€N, Markt und Mittelstand

Le groupe possède également des parts dans les magazines suivants :
- Automobile : Automobil Tests, Autotuning, Opel Club & Trend
- Photo : FOTOwirtschaft, PHOTO TECHNIK INT., fotoMAGAZIN
- Sports : GOLFmagazin, Golf CLUB-MAGAZIN, tennis magazin, tauchen, segeln, Aero International, fliegermagazin, Fly and glide
- Loisirs : JÄGER, Aero International, fliegermagazin, Fly and glide, Fliegenfischen, AngelWoche, Blinker, ESOX
- Famille : Familie & Co., Spielen und Lernen, Young Family, Mach mit, Treff, Oscar, Paps

### Sites web
- Annonces automobiles : LaCentrale.fr
- Annonces immobilières : Seloger.com, logic-immo.com, MeilleursAgents.com, immoweb.be, immowelt.de, immonet.de
- Shopping : ShopALike.fr, Bonial.fr, Reduc.fr, Idealo.fr

## Titres cédés ou disparus
- Bien dans ma vie ! : lancé en 2002, vendu à Prisma Presse le 29 septembre 2006.
- Men's Health : magazine masculin racheté en 2001 (lancé en France en 1999 sous licence du groupe américain Rodale), fin de parution en décembre 2005.
- Rebondir : revendu en 2001.
- Profession Fonctionnaire : revendu en 2001.